# Осиновка (Конаковский район)
Осиновка — деревня в Конаковском районе Тверской области. Входит в состав Юрьево-Девичьевского сельского поселения.

## География
Находится в юго-восточной части Тверской области на расстоянии приблизительно 11 км на юго-запад от центра города Конаково на левом берегу Волги. 

## История
Известна была с конца XVIII века как владение Елены Абрамовны Лихаревой и Николая Ивановича Бестужева-Рюмина. В 1859 году учтено было 7 дворов, в 1900 - 14.

## Население
Численность населения: 69 человек (1859 год), 101 (1900), 14 (русские 100% )в 2002 году, 14 в 2010.